# Post-grunge
Post-grunge (também conhecido como pós-grunge) é um subgênero do rock alternativo surgido na década de 1990 como uma vertente do movimento grunge de Seattle, utilizando os sons e a estética do grunge, mas com um tom mais aceitável comercialmente. Isso fez com que as bandas de post-grunge como Foo Fighters, Creed e Matchbox Twenty estivessem entre os atos de rock mais bem sucedidos comercialmente do final dos anos 1990 e início de dos anos 2000.
Caracteriza-se geralmente por ser um estilo musical mais popular e comercial, tendo ampla aceitação pela mídia musical. Com guitarras bastante distorcidas, sua sonoridade muitas vezes foi tachada de "riff's simples, versos grudentos". Em um sentido mais abrangente, post-grunge define qualquer grupo ou artista influenciado pelo movimento grunge original. Tal definição pode abarcar uma variedade enorme de estilos e pode ser usada para descrever sonoridades que vão desde as bandas Sugar Ray, Cake, The Exies, e Filter.

## História
A morte de Kurt Cobain no início de 1994, assim como problemas na turnê do Pearl Jam, marcou um declínio para o grunge naquele ano. Ao mesmo tempo, as grandes gravadoras começaram a promover e a assinar com as bandas que estavam imitando o gênero. O termo post-grunge foi cunhado para descrever essas bandas, que imitavam as atitudes e a música grunge, particularmente denso, com guitarras distorcidas, mas com um som mais amigavél comercialmente. Frequentemente, eles trabalhavam através de grandes gravadoras e passaram a incorporar diversas influências de jangle pop, punk pop, ska revival, metal alternativo, ou hard rock. O termo post-grunge estava destinado a ser pejorativo, sugerindo que eles eram simplesmente derivados musicalmente, ou uma resposta cínica de um movimento de rock "autêntico".

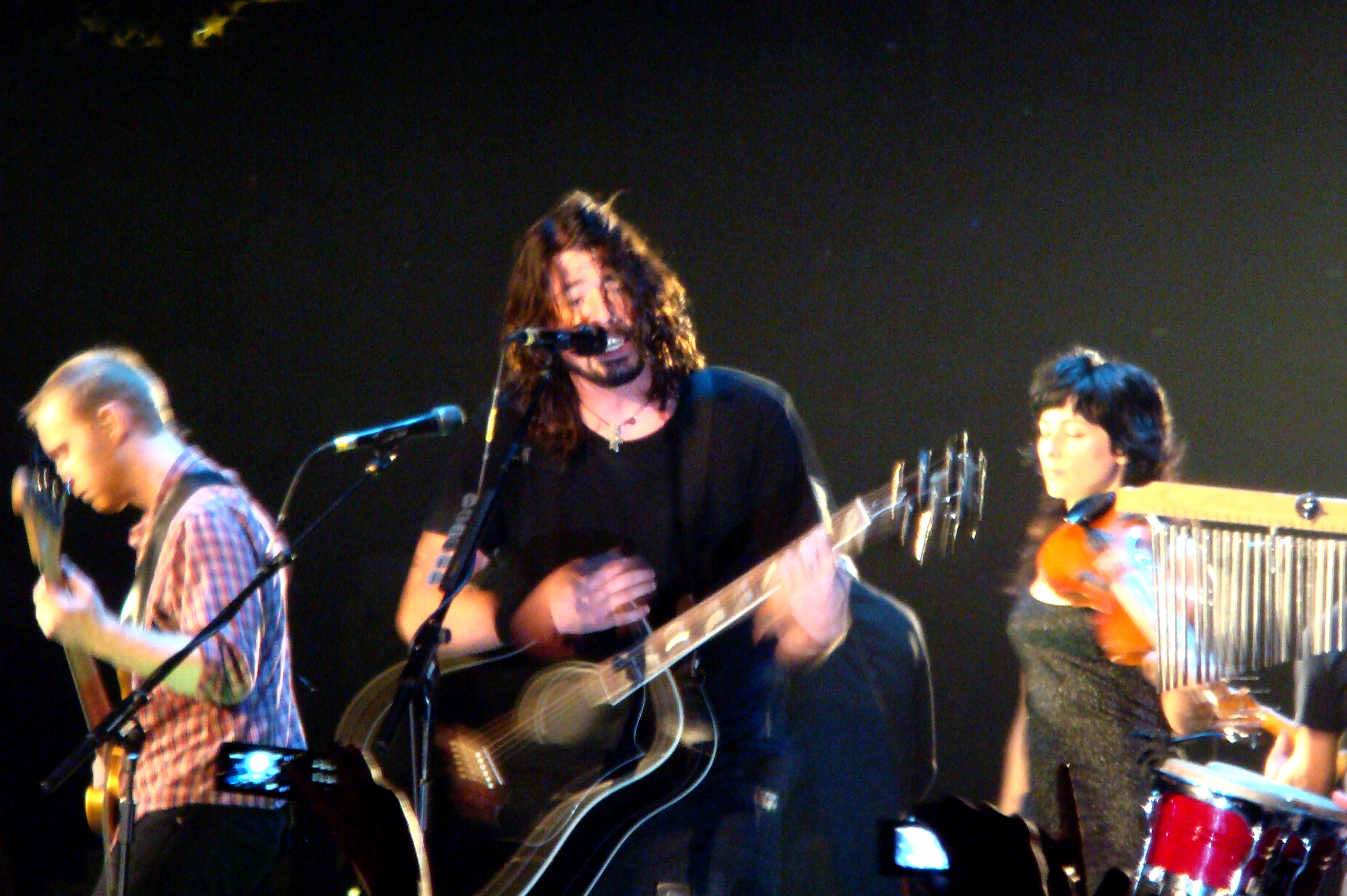
Foo Fighters realizando um show acústico.

Em 1995, a nova banda do ex-baterista do Nirvana, a Foo Fighters, ajudou a popularizar o gênero e definir seus parâmetros, se tornando uma das bandas de rock mais bem sucedidas comercialmente nos EUA, auxiliado através do considerável airplay na MTV. Algumas bandas post-grunge, como Candlebox, foram para Seattle, mas o subgênero foi marcado por uma ampliação da base geográfica do grunge, com bandas como Live de York (Pensilvânia), Atlanta, Collective Soul de Geórgia, Silverchair, da Austrália e Bush, da Inglaterra, que tornaram o post-grunge um dos subgêneros mais viáveis comercialmente no final dos anos 1990. Embora bandas masculinas predominassem, o álbum de 1995, Jagged Little Pill, de Alanis Morissette, uma artista solo feminina, rotulado como post-grunge, também se tornou um sucesso multi-platina. Com a primeira onda de bandas post-grunge perdendo popularidade, bandas como Creed, Hoobastank, Puddle of Mudd, Three Days Grace, e Nickelback, levaram o post-grunge para dentro do século XXI com um sucesso comercial considerável, abandonando a maioria das angústias e raivas do movimento original para mais hinos convencionais, narrativas e canções românticas, e foram seguidos nessa veia por novos representantes incluindo Shinedown,12 Stones e Seether. Também no final dos anos 90, outras bandas que não haviam sido influenciadas pelo movimento grunge original, como Goo Goo Dolls, banda que foi importante influência para o movimento grunge original, demonstrou um forte traço de post-grunge com rock alternativo no sexto disco, Dizzy Up the Girl de 1998, e a tendência post-grunge se seguiu no sétimo álbum, o Gutterflower de 2002 e no oitavo álbum Let Love in de 2006.